# Конвективная зона
Зона конвекции — область звезды (и в частности Солнца), в которой перенос энергии из внутренних районов во внешние происходит главным образом путём активного перемешивания вещества — конвекции.

## Расположение и строение
На Солнце выше зоны конвекции расположена фотосфера, ниже — зона лучистого переноса. Наглядным аналогом процессов, происходящих в конвективной зоне, является подогрев воды в сосуде. Пламя нагревает нижние слои воды, и они в результате теплового расширения вытесняются вверх другими, холодными и более тяжёлыми слоями. Аналогичный процесс происходит и в Солнце, где источником энергии служит солнечное ядро с происходящими в нём термоядерными реакциями.
Движение вещества в конвективной зоне происходит не хаотично, а в виде устойчивых ячеек циркуляции шестигранной формы — по оси ячейки вещество поднимается, а у периферии опускается. Кроме того, по вертикали конвекция разбивается на слои, толщина которых близка к толщине «однородной атмосферы», где плотность меняется в e ≈ 2,7 раза. Поэтому размер ячеек меняется по мере движения к поверхности звезды. У основания конвективной зоны образуются гигантские ячейки размером около половины радиуса звезды, в промежуточных слоях их размер уменьшается, а в верхнем слое их размер составляет несколько сотен км. На поверхности Солнца видны следы всех слоёв ячеек, в виде гранул и более крупных структур (супергрануляция).
Скорость конвекции зависит от глубины. У основания конвективной зоны она мала (десятки м/c), под фотосферой она достигает значений 1-2 км/с.

## Физические процессы в конвективной зоне
Движение вещества в конвективной зоне тесно связано с процессами ионизации и рекомбинации атомов водорода и гелия, и во многом обусловлено ими.

## Конвективные зоны звёзд различной массы

### Обычная конвективная зона
Солнце, а также звёзды главной последовательности, имеющие среднюю массу и близкий спектральный класс, обладают конвективной зоной, которая занимает приблизительно треть объёма звезды. Когда горячая плазма поднимается к верхней границе конвективной зоны, она охлаждается за счёт излучения энергии в фотосферу, остывает и погружается вглубь, где нагревается излучением лучистой зоны, после чего цикл повторяется. Поскольку зона ядерных реакций отделена от зоны перемешивания вещества зоной лучистого переноса, то гелий практически не выносится в поверхностные слои Солнца, а накапливается в его ядре.
Конвективная зона на Солнце и сходных звёздах представляет собой зону частично ионизованных водорода и гелия. Конвективная зона простирается до глубины, где водород и гелий полностью ионизованы.
Чем ниже температура звезды, тем толще её конвективная зона, у холодных красных звёзд её толщина достигает половины радиуса. Наоборот, у более горячих звёзд спектрального класса А водород заметно ионизован уже на поверхности, поэтому уже на небольшой глубине и водород и гелий полностью ионизованы, следовательно толщина конвективной зоны у таких звёзд мала.

### Ядерная конвективная зона
У массивных звёзд ранних спектральных классов (O и B) синтез гелия осуществляется не протон-протонным, а азотно-углеродным циклом. Скорость этой реакции очень сильно зависит от температуры, поэтому температура внутри ядра по мере движения к центру звезды очень быстро возрастает. Большой температурный градиент внутри ядра создаёт условия для формирования ещё одной, внутриядерной зоны конвекции, которая лежит под зоной лучистого переноса, и в которой происходит активное перемешивание массы вещества, участвующего в ядерных реакциях. Это приводит к равномерному выгоранию водорода по всему ядру, что существенно влияет на ход эволюции таких звёзд.

## Звёзды без лучистой зоны
У звёзд главной последовательности, имеющих малую массу (менее 0,26 массы Солнца) — красных карликов, зона конвекции занимает весь объём звезды. Лучистая зона отсутствует и у молодых звёзд средней массы (до трёх масс Солнца), ещё не завершивших процесс гравитационного сжатия и находящихся на подходе к главной последовательности. У красных гигантов зона конвекции также простирается непосредственно до ядра.